# 앵앵전
《앵앵전》(鶯鶯傳)은 중국 당대(唐代) 원진(元稹)이 지은 연애소설이다. 일명 《회진기》(會眞記)라고도 한다. 이 단편은 원진의 자전적 연애소설로 알려져 있다.

## 내용
과거시험 때문에 상경하는 장생이 우연히 알게 된 미녀 앵앵에게 마음이 끌려 여러 우여곡절 끝에 결합한다. 그러나 그것도 잠시, 사나이의 출세를 위해 두 사람의 사랑은 깨어진다.
원진은 낙양 조후촌(趙後村)에서 태어났고 이웃마을인 최장촌(崔莊村)에 최소영(崔小迎)이란 여자아이가 살고 있었다. 둘은 어려서부터 소꿉친구로 지냈다. 원진이 8살에 아버지를 여의자 최씨 집안에서는 원진을 가족의 일원으로 대하였다. 원진은 소영 부친을 따라 낙양 시내로 옮겨 살면서 많은 문인들과 교류하였고 어여쁜 처녀로 자란 소영과 장래를 약속하였다. 그러나 원진은 과거에 급제한 뒤 당시 태자였던 위하경(韋夏卿)의 관심을 받아 그의 딸 위총(韋叢)과 결혼하였다. 원진은 일찍 아내를 잃고 백방으로 소영을 찾았지만 더 이상 만날 수 없었다. 그래서 《앵앵전》을 지어 자신의 마음을 담았다고 한다.

## 평가 및 후대에 끼친 영향
왕래하는 편지나 시 가운데 훌륭하게 심리적인 묘사를 삽입하여 당대 소설의 한 전형을 이루고 있다. 원대(元代)에 희곡 《서상기》(西廂記)로 번안된 이후, 많이 번안되었다.

## 한국어 번역
- 왕실보 지음, 양회석 옮김, 《서상기》(지식을만드는지식, 2016년 10월 25일) 중 351~377쪽에 부록으로 실려 있다.